# Holotín

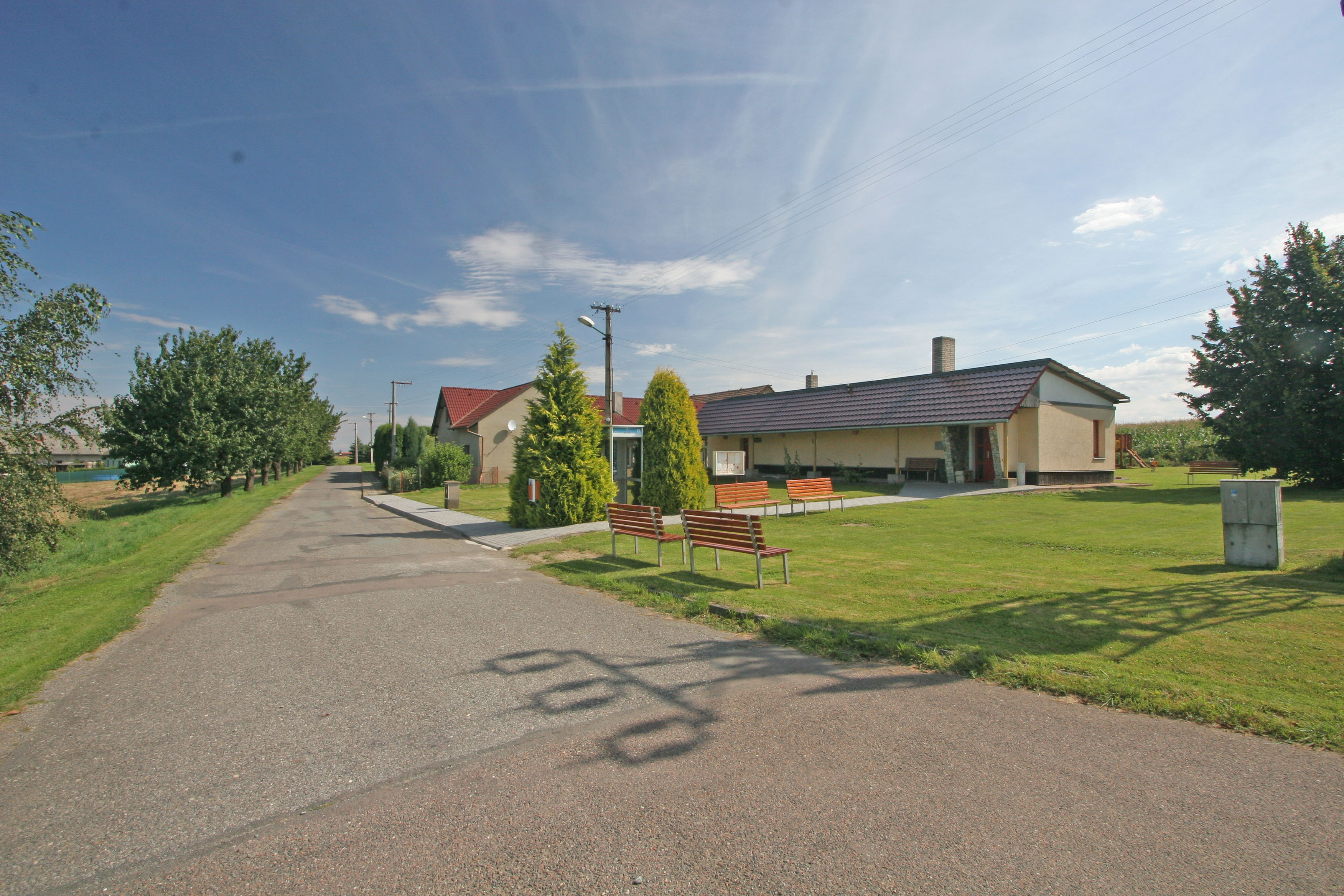
Gemeindeamt

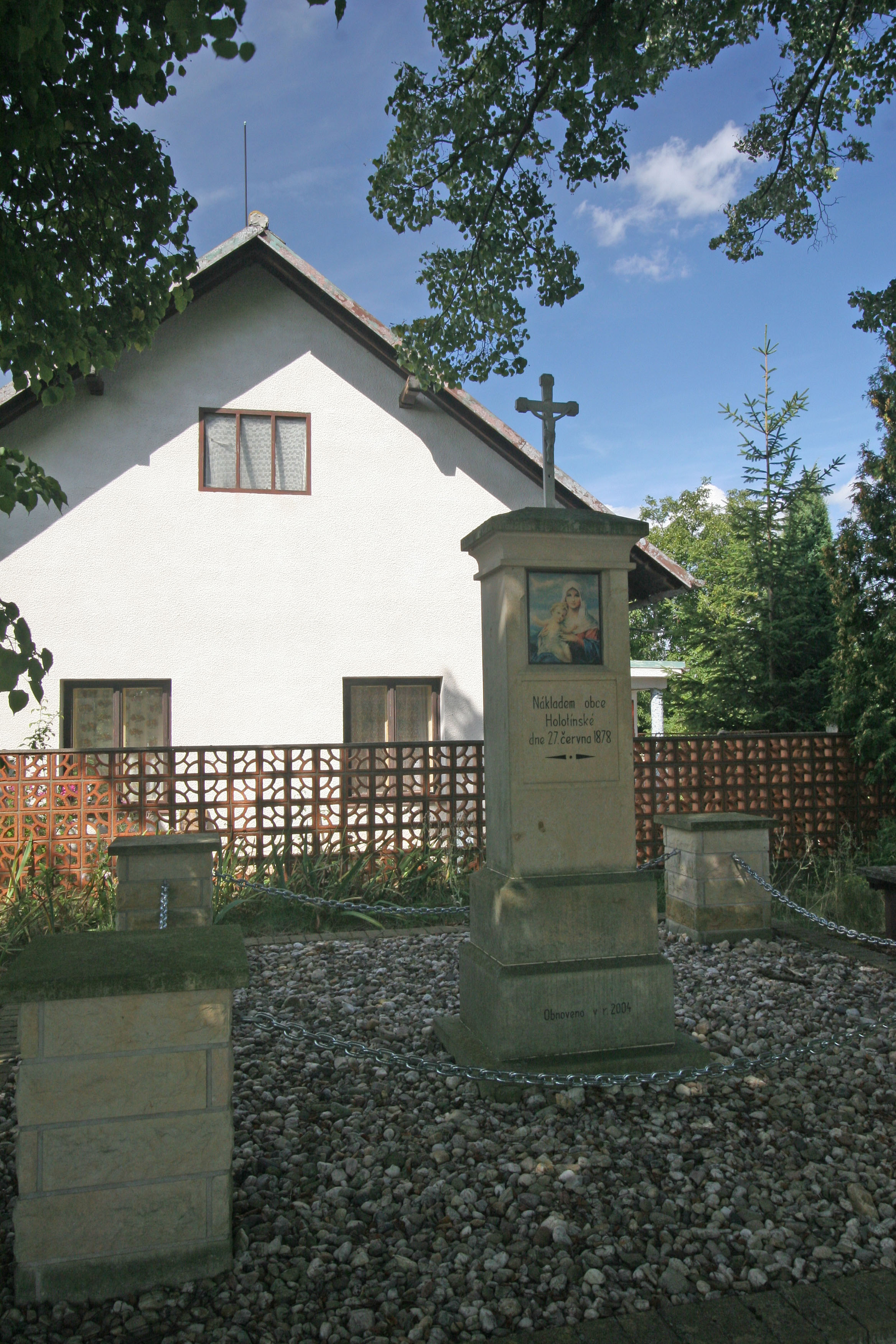
Kreuz

Holotín (deutsch Hollotin) ist eine Gemeinde in Tschechien. Sie liegt sechs Kilometer westlich von Heřmanův Městec und gehört zum Okres Pardubice.

## Geographie
Holotín befindet sich auf einer Anhöhe zwischen den Bächen Hošťalovický potok und Malá Struha im Eisengebirge (Železné hory). Nördlich des Dorfes verläuft die Staatsstraße I/17 zwischen Čáslav und Heřmanův Městec, von der eine Stichstraße nach Holotín führt. Im Südwesten erhebt sich die Černá skála (413 m n.m.).
Nachbarorte sind Na Kozovce, Na Skalkách und Rašovy im Norden, Svojšice, V Koži, Stojice und V Pazderně im Nordosten, Načešice im Osten, Vlastějov und Licomělice im Südosten, Hošťalovice im Süden, Bílý Kámen, Podhořany u Ronova und Nový Dvůr im Südwesten, Bukovina u Přelouče im Westen sowie Myslivna und Sovolusky im Nordwesten.

## Geschichte
Die erste schriftliche Erwähnung des Ortes erfolgte im Jahre 1405, als Anna von Svojšice die Burg Svojšice mit den Höfen Holotín, Stojice und Rašovy erbte. Der Name des Dorfes leitet sich vom alttschechischen Wort Holota (Hundewärter) her. Daraus lässt sich schließen, dass Holotín wahrscheinlich wesentlich älter ist und aus dem Hof eines Holota, der die fürstlichen Jagdhunde betreute, hervorging. Auch das nahegelegene Chtrníky ist ähnlichen Ursprungs und leitet sich von Hundeausbilder ab.
Die Ritter von Svojšice hielten den Besitz bis zur Mitte des 16. Jahrhunderts. Als Katharina von Svojšice, die in erster Ehe mit Beneda von Netschetin und ab 1542 mit dem Prager Burghauptmann Georg von Gersdorff auf Choltitz verheiratet war, verstarb, vermachte sie das Gut Svojšice letztwillig an Albrecht und Benesch von Netschetin. Diese verkauften das Gut 1546 für 2000 Groschen an Georg von Gersdorff, der es mit Choltitz vereinigte. Nach der Schlacht am Weißen Berg wurden die Güter des Stephan von Gersdorff 1623 wegen dessen Teilnahme am Böhmischen Aufstand konfisziert und die Herrschaft Choltitz an Christoph Simon von Thun verkauft.
Die Reichgrafen von Thun und Hohenstein erhoben die Herrschaft zum Familienfideikommiss und hielten den Besitz bis ins 20. Jahrhundert.
Im Jahre 1833 bestand das südlich der Časlauer Chaussee im Chrudimer Kreis an der Grenze mit dem  Časlauer Kreis gelegene Dorf Hollotin bzw. Holotin aus 20 Häusern, in denen 144 Personen, darunter je eine protestantische und jüdische Familie lebten. Nördlich des Dorfes befand sich ein obrigkeitlicher Tiergarten mit Weißen Damhirschen. Pfarrort war Turkowitz. Bis zur Mitte des 19. Jahrhunderts blieb Hollotin der Fideikommissherrschaft Choltitz untertänig.
Nach der Aufhebung der Patrimonialherrschaften bildete Holotín ab 1849 einen Ortsteil der Gemeinde Stojice im Gerichtsbezirk Přelauč. Ab 1868 gehörte die Gemeinde zum Bezirk Pardubitz. 1923 wurde der Linienbusverkehr zwischen Čáslav und Heřmanův Městec aufgenommen. 1921 löste sich Holotín von Stojice los und bildete eine eigene Gemeinde. 1949 wurde Holotín dem Okres Přelouč zugeordnet. Dieser wurde im Zuge der Gebietsreform von 1960 aufgehoben, seitdem gehört Holotín zum Okres Pardubice. 1964 erfolgte die erneute Eingemeindung nach Stojice. Seit dem 24. November 1990 besteht die Gemeinde Holotín wieder.

## Gemeindegliederung
Für die Gemeinde Holotín sind keine Ortsteile ausgewiesen. Zu Holotín gehören die Wohnplätze Na Kozovce, Na Skalkách und V Koži.

## Sehenswürdigkeiten
- Kreuz auf hohem Sandsteinsockel, errichtet 1878